# Лафа
Лафа́ (фр. Lafat, окс. La Fag) — коммуна во Франции, находится в регионе Лимузен. 
Департамент коммуны — Крёз. Лафа входит в состав кантона Дён-ле-Палестель. Округ коммуны — Гере. Код INSEE коммуны — 23103.

## Население
Население коммуны на 2010 год составляло 383 человека.
| 1962 | 1968 | 1975 | 1982 | 1990 | 1999 | 2010 |
| ---- | ---- | ---- | ---- | ---- | ---- | ---- |
| 703  | 643  | 601  | 546  | 458  | 384  | 383  |

## Экономика
В 2010 году среди 208 человек трудоспособного возраста (15—64 лет) 128 были экономически активными, 80 — неактивными (показатель активности — 61,5 %, в 1999 году было 64,4 %). Из 128 активных жителей работали 120 человек (67 мужчин и 53 женщины), безработных было 8 (4 мужчины и 4 женщины). Среди 80 неактивных 7 человек были учениками или студентами, 51 — пенсионерами, 22 были неактивными по другим причинам.